# Puente de San Isidro
El puente de San Isidro es un puente de Madrid, que salva el río Manzanares y el parque Madrid Río. Une el distrito de Carabanchel con el de Arganzuela cerca del recientemente demolido estadio Vicente Calderón.

## Historia

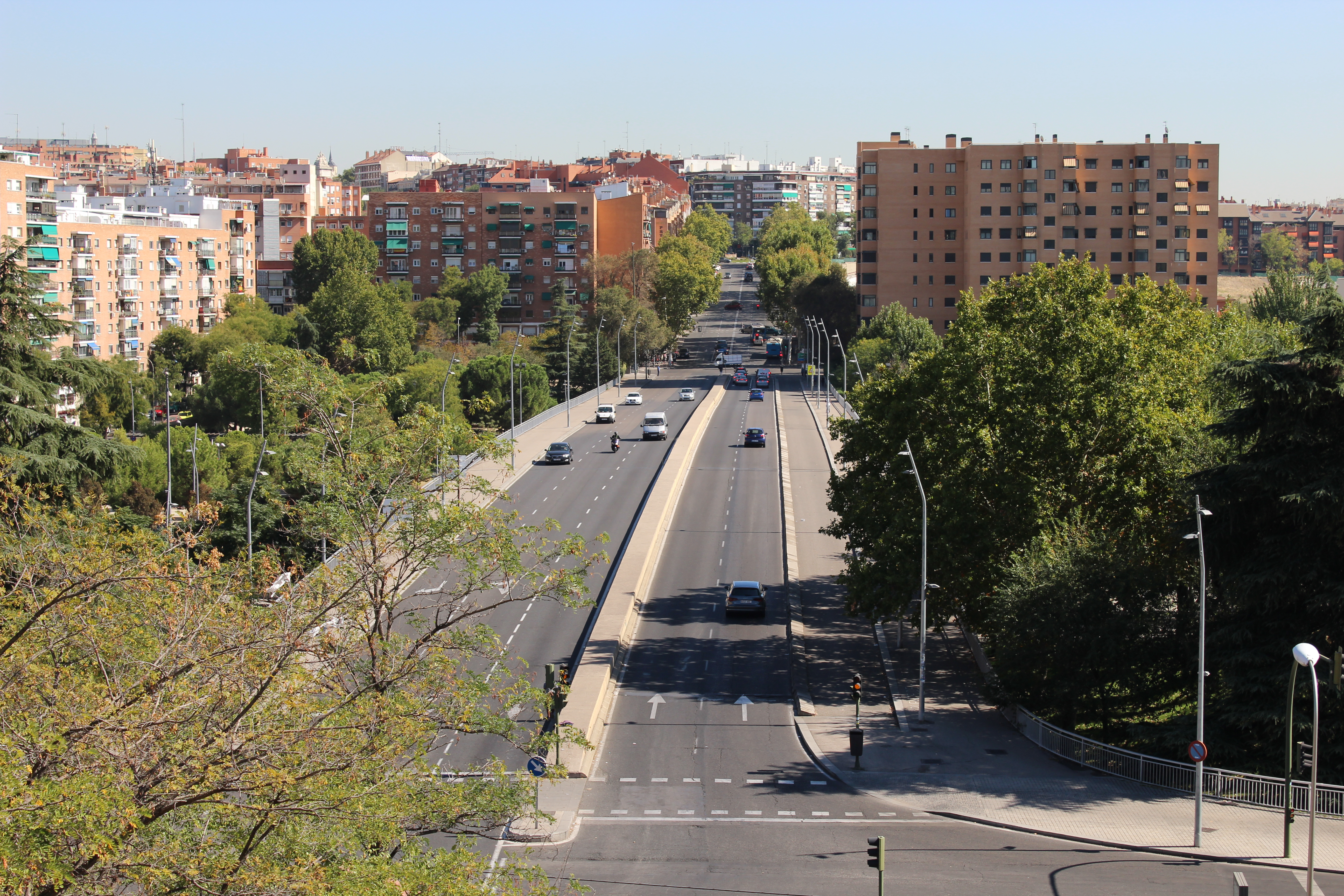
Vista del puente hacia el este, continuado por el paseo de los Pontones.

El puente de San Isidro fue proyectado en 1969 para conectar mediante una vía de alta capacidad para tráfico rodado las dos riberas del río Manzanares. En aquel entonces la ribera derecha (distritos de Carabanchel y Latina) había experimentado un gran crecimiento urbano y el tráfico tenía que sortear el río sobre los puentes históricos de Segovia, aguas arriba, y de Toledo, aguas abajo. Además, la construcción del estadio Vicente Calderón, campo del Atlético de Madrid, en 1966 había multiplicado el tráfico en la zona. El puente fue finalizado y abierto al tráfico en 1974. Dispone de dos carriles por cada sentido y un carril destinado a bicicletas.

## Construcción
Sustituyó un anterior paso elevado sobre el río, que a su vez suplió las funciones del primitivo pontón o puente de barcas que funcionó hasta 1900 y conocido como pontón de san Isidro, porque servía de atajo para llegar hasta la ermita de San Isidro. El proyecto vino de la mano del Ministerio de Obras Públicas y se enmarcó dentro de las obras de la M-30 para sortear la avenida del Manzanares. Tiene una longitud de 289 metros y una anchura máxima de 26 metros. Une el paseo de los Pontones, en la ribera izquierda, con el paseo de la Ermita del Santo, en la ribera derecha. 
Se divide en tres tramos: los laterales de acceso son vanos continuos de 20 metros mientras que el central tiene tres vanos continuos de 26,5+43+26,5 m. Las pilas están formadas por dos pilares rectangulares, salvo las dos pilas del vano central que son tabiques trapeciales. La construcción se realizó in situ hormigonando los tramos de acceso sobre cimbra apoyada en el suelo, y el vano central sobre una viga metálica que salva el río. 